# Белиці (Намисловський повіт)
Белиці (пол. Bielice) — село в Польщі, у гміні Сьверчув Намисловського повіту Опольського воєводства.
Населення — 63 особи (2011).
У 1975-1998 роках село належало до Опольського воєводства.

## Демографія
Демографічна структура станом на 31 березня 2011 року:
|          | Загалом | Допрацездатний вік | Працездатний вік | Постпрацездатний вік |
| -------- | ------- | ------------------ | ---------------- | -------------------- |
| Чоловіки | 36      | 7                  | 25               | 4                    |
| Жінки    | 27      | 4                  | 15               | 8                    |
| Разом    | 63      | 11                 | 40               | 12                   |